# Shangri-La (ville)
Pour les articles homonymes, voir Shangri-La (homonymie).

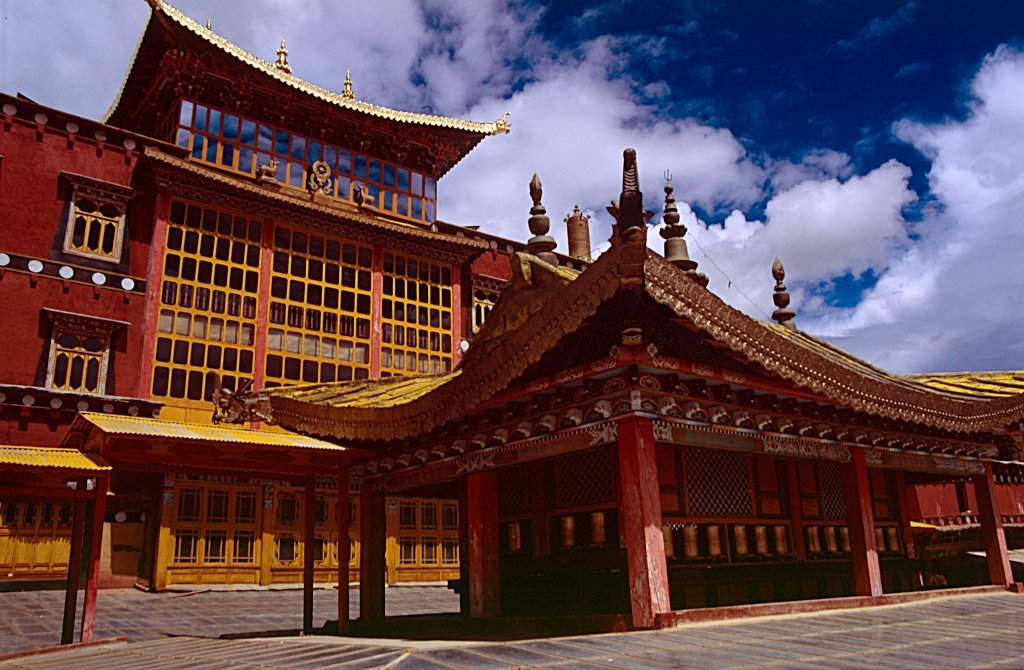
Le monastère Ganden Sumtseling

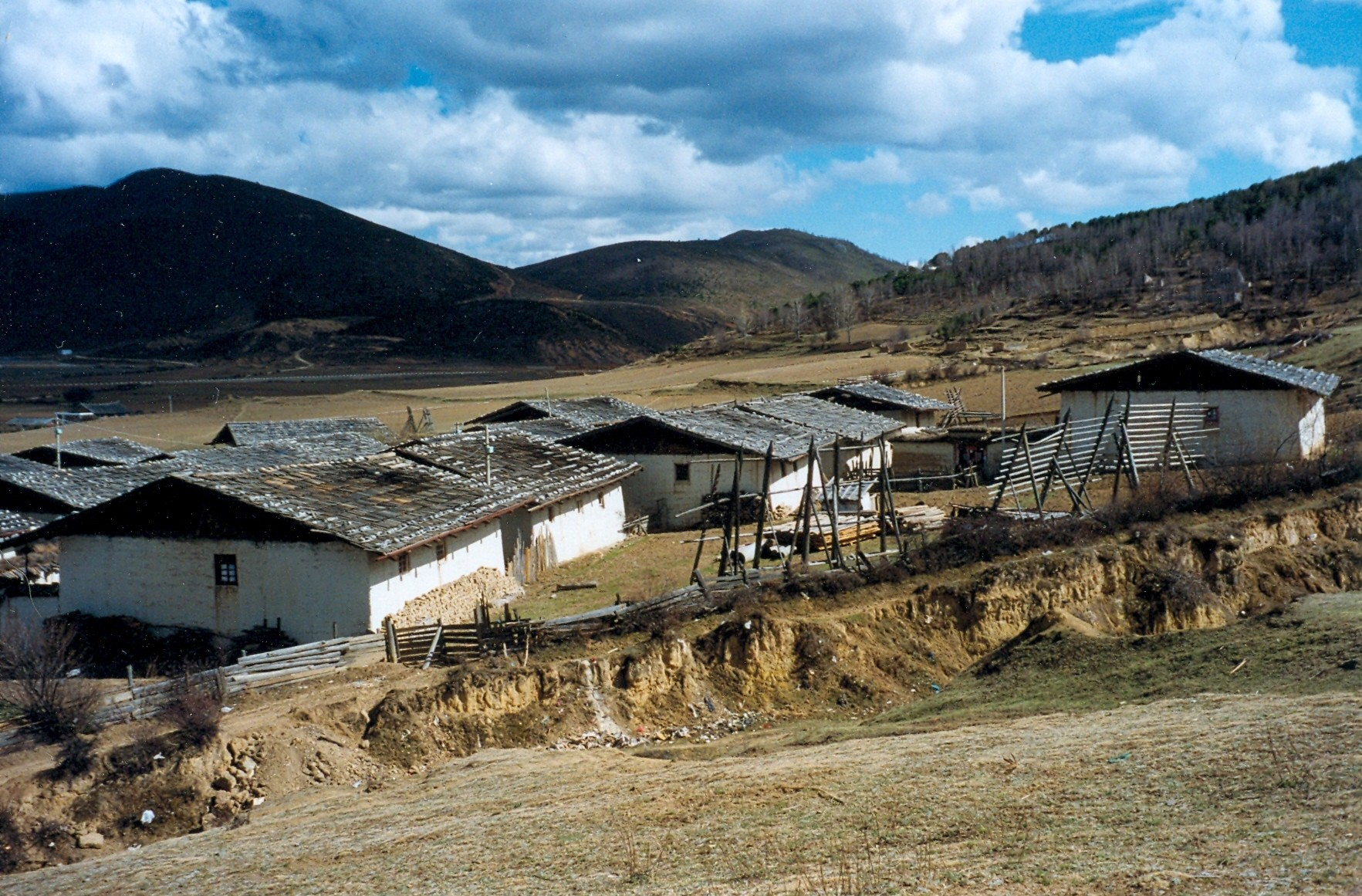
Maisons tibétaines près de Zhongdian

La ville-district de Shangri-La (chinois : 香格里拉市 ; pinyin : Xiānggélǐlā Shi ; tibétain : སེམས་ཀྱི་ཉི་ཟླ་གྲོང་ཁྱེར།, Wylie : Sems kyi nyi zla grong khyer, THL : semkyi nyida drongkhyer) est une subdivision administrative de la province du Yunnan en Chine. Le bourg de Jiàntáng (建塘镇), situé sur son territoire est le chef-lieu de la préfecture autonome tibétaine de Diqing.

## Toponymie
Avant qu'il soit rebaptisé Shangri-la, le district a porté à partir de 1724 jusqu'à la seconde moitié du XXe siècle le nom chinois de Zhongdian (chinois : 中甸县 ; pinyin : Zhōngdiàn Xiàn). En tibétain, le district a pour nom Gyaltang Dzong tibétain : རྒྱལ་ཐང་རྫོང་།, Wylie : rgyal thang rdzong, pinyin tibétain : Gyaitang Zong, THL : gyaltang dzong). Ce nom provient du nom en chinois du premier poste de commandement militaire établi par les Mongols, Dandang (chinois: 旦當).
Le district prend le nom Shangri-La en 2001. Ce nom est tiré de la vallée perdue aux confins du Tibet, siège d'une société parfaite, inventée par James Hilton dans son roman Les Horizons perdus (Lost Horizon), publié en 1933, et dont Frank Capra tirera un film homonyme en 1937,.
Ce changement de nom fut acté le 17 décembre 2001 par le conseil des affaires d’État, à la suite du travail d’un comité de 48 spécialistes commissionnés par la préfecture de Dêqen. Ces spécialistes ont entériné la thèse selon laquelle le lieu dont est inspiré Shangri-La est situé à Zhongdian. Ils ont fait correspondre la montagne du roman « Karakal » au Kawakarpo et les trois rivières du roman à la Salouen, au Yang-Tsé,et au Mékong. De plus ils ont mentionné l’accident d’un avion américain pendant la Seconde Guerre mondiale.
Ce même comité a également développé l’idée que l’étymologie de Shangri-la provient du tibétain « avoir le cœur et le soleil dans votre cœur ». Le changement de nom du district est selon le politologue Ben Hillman un élément majeur de la stratégie de développement du tourisme qui a suivi dans le district.

## Démographie
La population du district était de 129 306 habitants en 1999. Seize ans plus tard, le rapport annuel de statistiques de développement économique et social de 2015 établissait la population de résidents permanents de la ville de Shangri-La à 176 600 habitants.
Les statistiques ethniques, basées sur la population enregistrée à l'état civil, reflétait d’une population cosmopolite. Les minorités nationales représentaient 86,3 % du panel ; 46,2 % de tibétains, 18 % de Naxi, 8,2 % de Lisu, 8,5 % de Yi.

## Histoire
Gyelthang fut d’abord partie de l’empire Tibétain au VIIe siècle, avant de passer sous contrôle du royaume de Nanzhao puis du royaume de Dali. Puis, aux XIIIe et XIVe siècles, la région passa sous domination mongole. Ces derniers y installèrent un poste de commande militaire appelé Dandang (chinois: 旦當). Gyelthang, sur la route commerciale du thé et des chevaux commençait à devenir stratégique.
Après l'effondrement de la dynastie Yuan, la région fut sous prédominance du royaume Naxi jusqu'en 1640.
Au XVIIe siècle, l’expansion de l’école Gelug atteint Gyelthang. Les Gelugpas contribuèrent à resserrer les liens avec le Tibet central et fondèrent le monastère de Ganden Sumtseling en 1679.  
En 1724, l’empire mandchou place une garnison à Gyelthang après avoir chassé les Dzoungars de Lhassa. La région fut alors rebaptisée Zhongdian (chinois : 中甸) et incorporée nominalement à la province du Yunnan.
Cependant, l’historienne Dasa Mortensen note que le pouvoir du gouvernement de Lhasa, des Mandchous, puis de la République de Chine dans la région fut souvent nominal laissant une grande autonomie aux tusi locaux.
Entre le 25 avril et le 7 mai 1936, la région connut le passage de 18000 soldats de la Longue Marche à Gyelthang. En manque de vivre, l'armée populaire de libération négocia avec le monastère de Ganden Sumsteling pour que ce dernier fournisse des céréales. Le monastère consentit à donner du grain et à écrire des lettres de recommandation à deux monastères situés sur la suite du chemin.
Par la suite, un parti communiste clandestin se mit en place dans le nord du Yunnan avec une participation des jeunes élites locales. le 10 mai 1950; la République populaire de Chine commença à administrer la région. cependant, l’incorporation de Gyelthang dans la République populaire de Chine n'a pas pour autant été pacifique. Le leader local Wangchuk Tempa (chinois : 汪学鼎) continua la lutte armée contre l'armée populaire de libération jusqu'en 1952.

## Économie

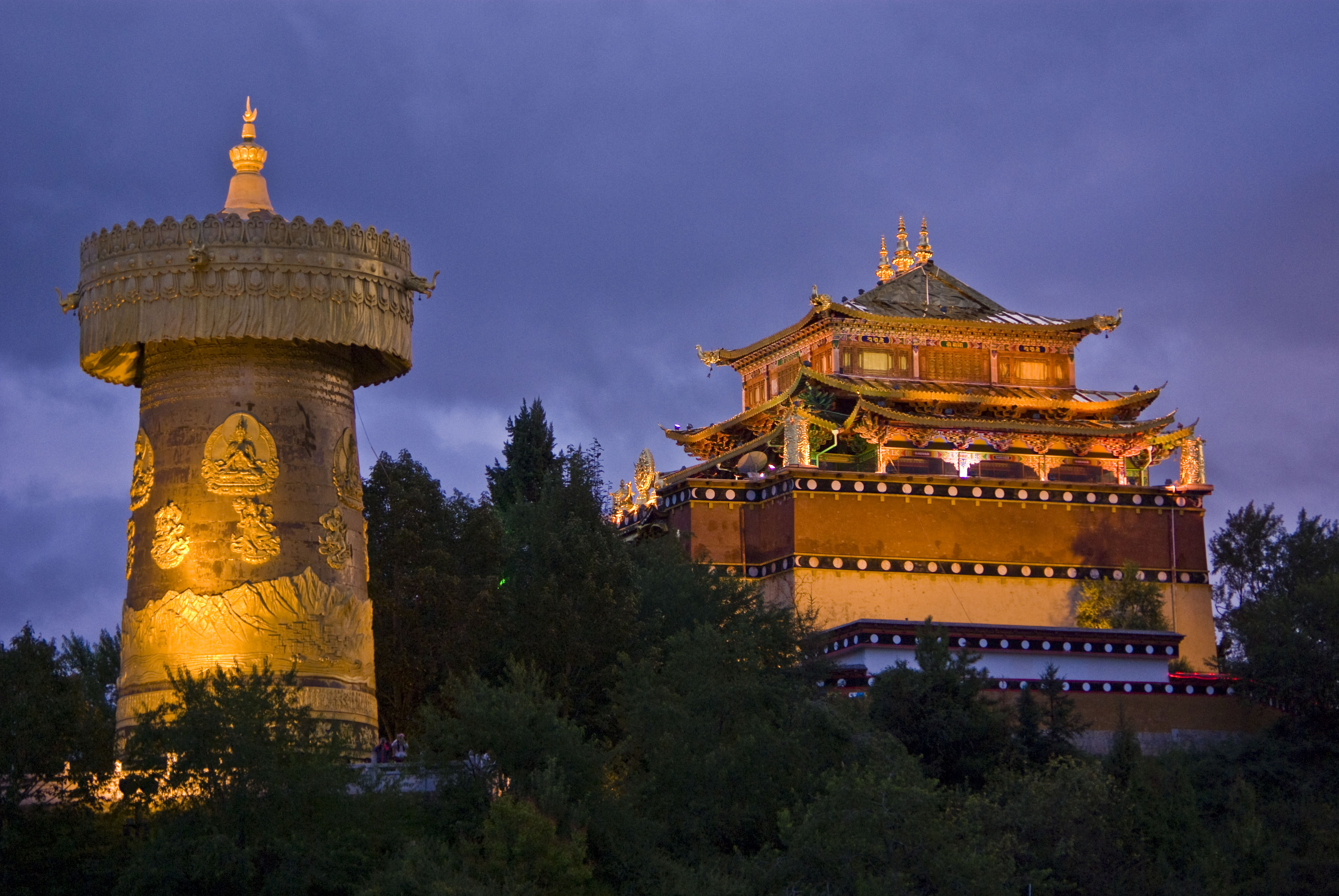
Tour-moulin à prière d'une dizaine de mètres de haut, tourné manuellement à sa base par les croyants

Selon le rapport annuel des statistiques de développement économique et social de la ville de Shangri-La en 2016, le secteur primaire contribuait à 3.84% du PIB de la ville. L’économie locale reposait principalement sur le secteur secondaire (35.31%) et le secteur tertiaire (60.85%).

### Secteur primaire
L’économie agricole repose les productions agricoles (maïs, blé, orge, productions maraichères) et l’élevage (viande bovine, ovine et volaille principalement).

### Tourisme
En 2006, plus de 3 millions de touristes, pour la plupart chinois, ont visité la ville de Shangri-La, alors que la population résidente est d'environ 50 000 habitants. En 2007, selon le directeur local du tourisme, le nombre de touristes a été multiplié par 700 en l'espace d'une décennie et les revenus ont augmenté de manière exponentielle. Dis ans plus tard en 2016, Le nombre de touristes en 2016 avait atteint 14.8 millions de visiteurs en 2016, dont 12 millions de visiteurs nationaux.
En raison du développement touristique, Shangri-La serait devenu aujourd'hui un concept marketing où le visiteur se "sent aussi éloigné que possible du paradis mythologique" associé à son nom. Des résidents locaux se plaignent que les bénéfices du boom ne sont pas répartis de manière équitable entre les nouveaux venus et les Tibétains. Face au flot de visiteurs, la culture traditionnelle s'érode continuellement,, la soif du profit ayant remplacé la vie harmonieuse passée et les résidents locaux ne voient même plus qu'ils seraient en train de perdre leur propre culture. Pour la tibétologue Katia Buffetrille : « La ville a été transformée en un Disneyland tibétain pour touristes chinois en manque d'exotisme ».

### Impact sur l'environnement
Une étude menée par l'université du Yunnan en 2007 conclut que la "consommation écologique" d'un touriste en huit jours à Shangri-La équivaut à plus de la consommation d'un résident en six mois.

### Monuments et lieux touristiques
Les principaux centres d’intérêt touristiques sont :
- le petit potala, temple tibétain ;
- le moulin à prières géant sur les hauteurs de la ville de Xianggelila ;
- une école de lamas, où les élèves produisent à la main divers types de thangkas tibétains ;
- les fêtes traditionnelles : danses folkloriques et traditions matrimoniales ;
- le lac Nàpà (纳帕海), un lac saisonnier à sept kilomètres du vieux Shangri-La reconnu pour ses rives à hautes herbes[13] ;
- le parc national du Pota tso où l'on trouve un lac à 3 700 m d'altitude, des paysages de steppe et de forêt et l'emplacement d'un ancien temple ayany, consacrant le lieu où le bodhisattva Guanyin aurait été divinisé ;
- les vêtements en laine de yack tissés par des méthodes traditionnelles, vendus dans de nombreuses boutiques locales.

Le 11 janvier 2014, la ville de Dukezong à Shangri-la, dont l'origine remonte à 1 300 ans, est détruite par les flammes. Les causes de l'incendie restent inconnues. Après celui survenu à Sertar, c'est le second incendie qui frappe une région tibétaine en deux jours.